# 罗洪镇
罗洪乡，是中华人民共和国湖南省邵陽市隆回县下辖的一个乡镇级行政单位。

## 行政区划
罗洪乡下辖以下地区：
中罗洪村、官树下村、上罗洪村、芭蕉山村、新回村、严胜村、幸福村、梓木溪村、下罗洪村、龙洲村、江塘村、光华村、巴油村、孟公村、白莲村、塘湾村、采莲村、洞塘村和石莲村。